# Mercedes-Benz OC 500 LE
Mercedes-Benz OC 500 LE — автобусное шасси производства Mercedes-Benz Türk и EvoBus.

## Описание
Шасси Mercedes-Benz OC 500 LE разрабатывается исключительно для низкопольных автобусов полной массой до 19 тонн. Оно имеет много общего с Mercedes-Benz Citaro и с OC 500 RF. Двигатель расположен горизонтально.
В Бразилии выпускается шасси O 500 U, которое так же связано с OC 500 LE, но не является идентичным. Сочленённые автобусы получили индекс O 500 UA, четырёхосные сочленённые — O 500 UDA. В Австралии автобус получил индекс OH1830LE.

## Модификации
- OC 500 LE 1825h (двигатель OM 457 hLA).
- OC 500 LE 1825hG (двигатель M 447 hLAG).
- OC 500 LE 1830h (двигатель OM 457 hLA).
- OC 500 LE Euro VI (двигатель OM936).

## Эксплуатация
- Австралия[3][4][5]
- Сингапур[6]
- Соединённое королевство
- Норвегия[7]
- Португалия
- Сербия[8]
- Испания

## Галерея

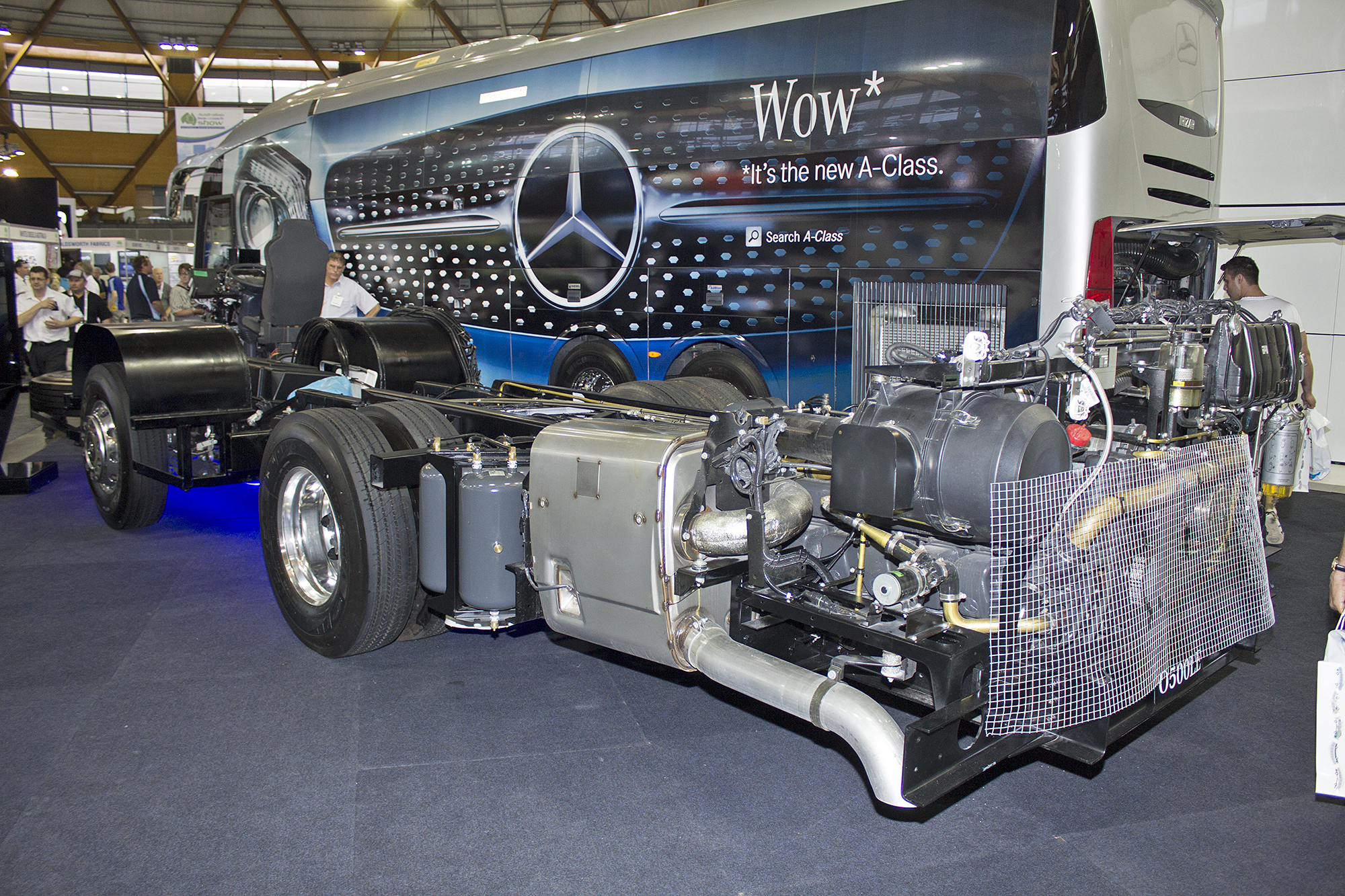
Mercedes-Benz O500LE
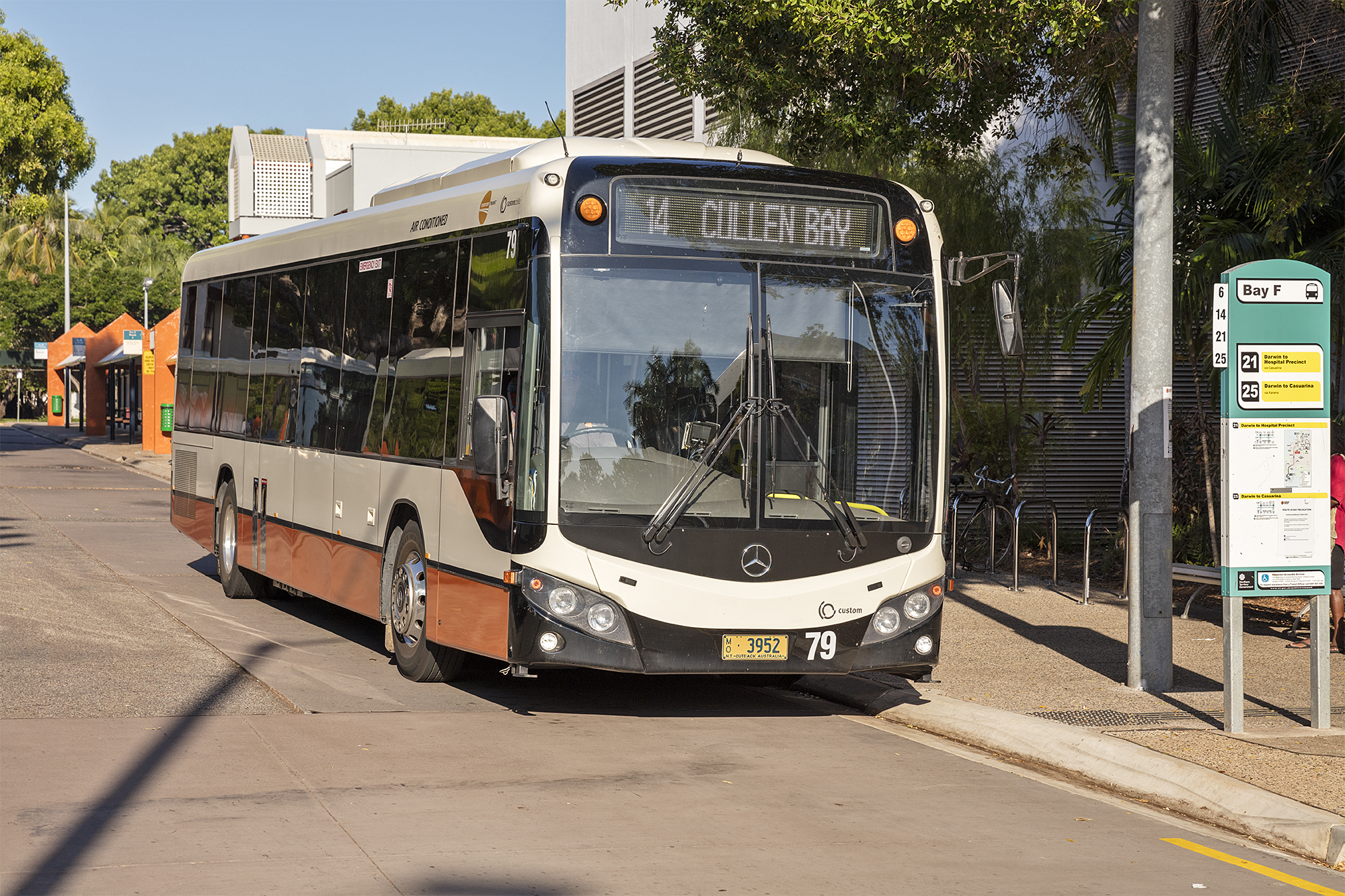
Mercedes-Benz O500LE
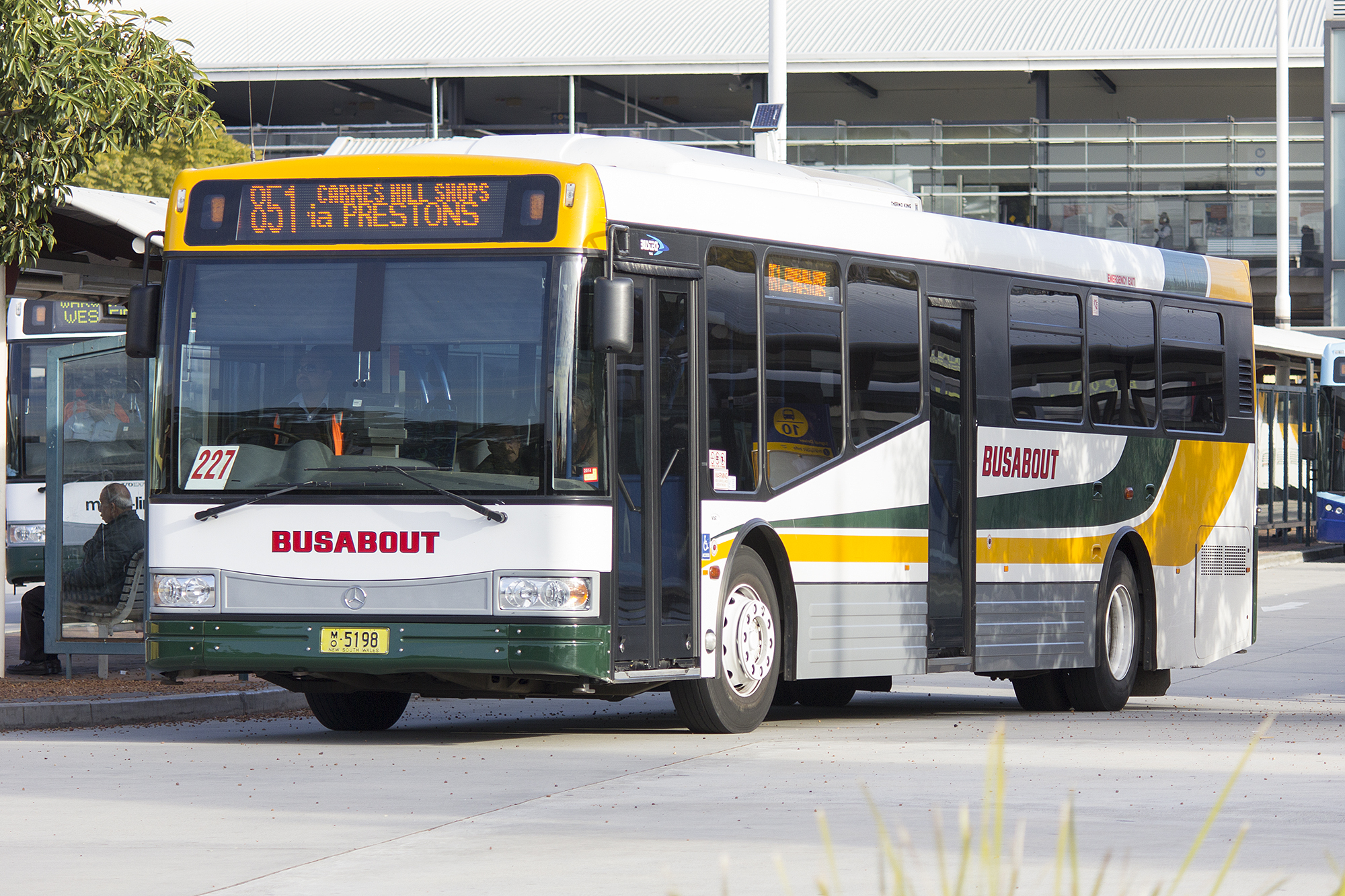
Mercedes-Benz O500LE
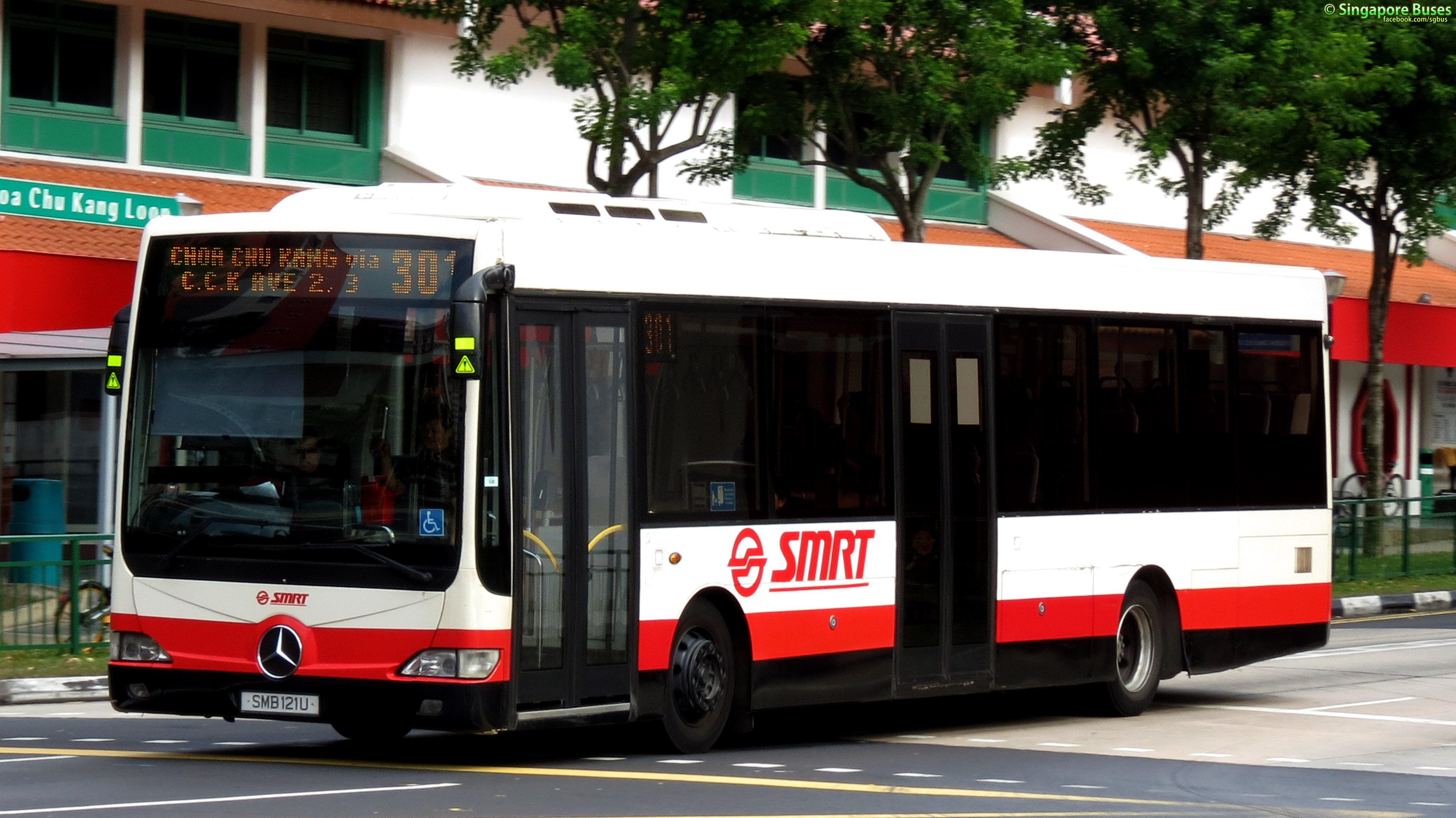
Mercedes-Benz OC 500 LE
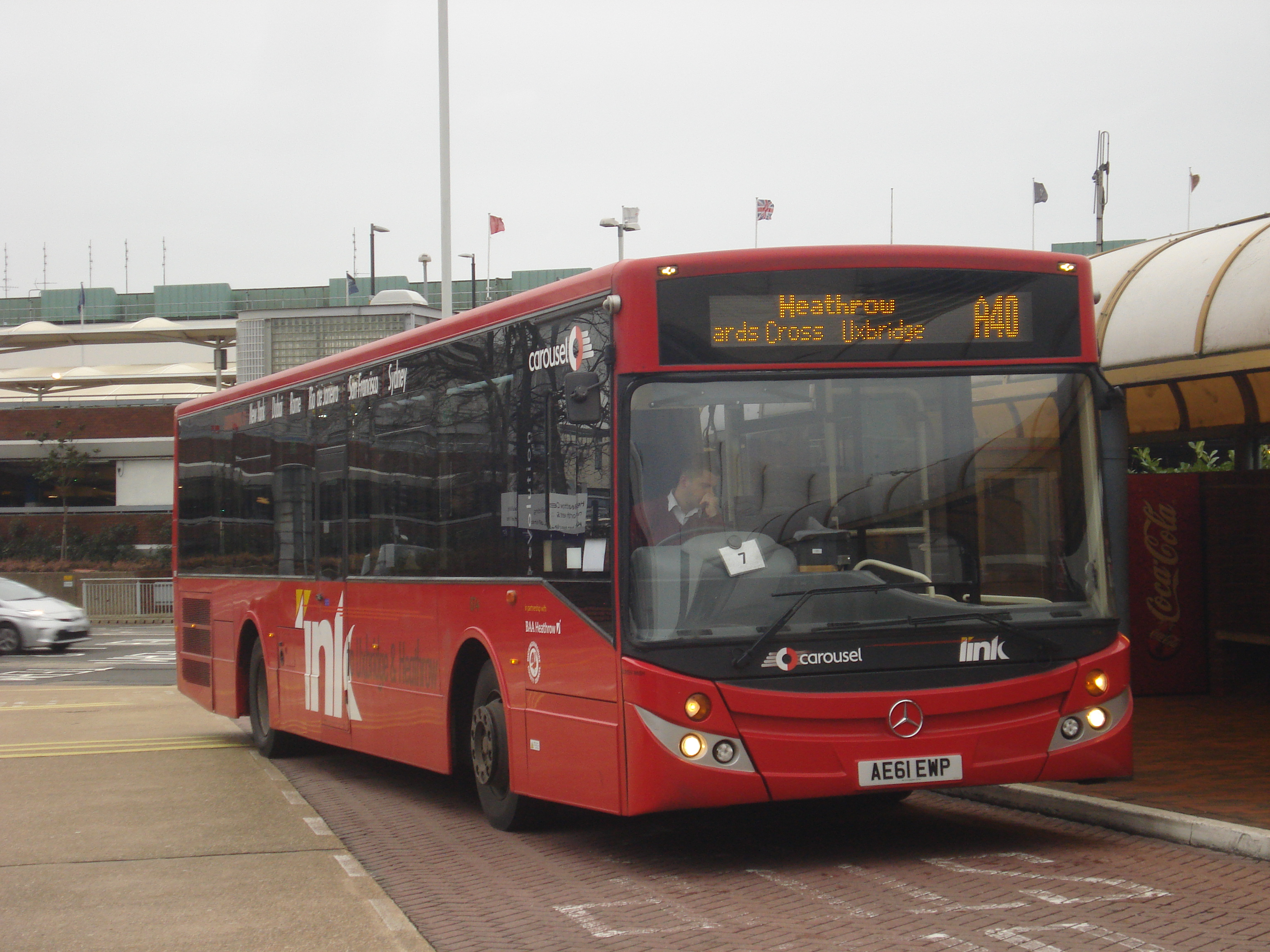
MCV Evolution